# Трофімов Віктор Іванович
Віктор Іванович Трофімов (22 березня 1938, Ленінград — 1 жовтня 2013, Рівне) — український спідвеїст.

## Біографія

### Спортивна кар'єра
Семиразовий призер командних чемпіонатів світу . Дворазовий фіналіст індивідуальних чемпіонатів світу (1972, 1975). Золотий призер особисого чемпіонату Радянського Союзу (1967). П'ятиразовий чемпіон особистих першостей України (1961, 1964, 1965, 1966, 1969).

### Особисте життя
Віктор Трофимов є батьком Володимира Трофімова і дідом Віктора Трофімова, вони також спідвеїсти.

## Досягнення

### Індивідуальний чемпіонат світу
- 1972 Лондон — 9. місце — 6 балів
- 1975 Лондон — 8. місце — 8 балів

### Командний чемпіонат світу
- 1965 -Кемптен (Альгой) — 4. місце — 0 балів / 7 балів
- 1966 -Вроцлав — срібна медаль — 6 очок / 25 очок
- 1967 -Мальме — бронзова медаль — 4 бали / 19 очок
- 1969 -Рибник — бронзова медаль — 0 балів / 23 бала
- 1971 -Вроцлав — срібна медаль — НС / 22 бали
- 1972 -Ольхінг — срібна медаль — 5 + 1 бал / 21 + 7 балів
- 1973 -Лондон — бронзова медаль — 2 бали / 20 балів
- 1975 -Норден — срібна медаль — 8 очок / 29 очок
- 1976 -Лондон — 4. місце — 0 балів / 11 балів

### Особистий чемпіонат СРСР
- 1960 — 7. місце
- 1961 — 12. місце
- 1963 — 8. місце
- 1964 — бронзова медаль
- 1965 — 4. місце
- 1966 — 4. місце
- 1967 — золота медаль
- 1968 — 10. місце
- 1969 — бронзова медаль
- 1971 — 4. місце
- 1972 — 15. місце
- 1974 — 5. місце
- 1975 — 6. місце
- 1979 — 13. місце

### Особистий чемпіонат України
- 1961 — золота медаль
- 1962 — срібна медаль
- 1963 — срібна медаль
- 1964 — золота медаль
- 1965 — золота медаль
- 1966 — золота медаль
- 1967 — срібна медаль
- 1969 — золота медаль
- 1979 — бронзова медаль
- 1982 — срібна медаль
- 1987 — бронзова медаль
- 1992 — 5. місце